# Johnston City, Illinois
Johnston City là một thành phố thuộc quận Williamson, tiểu bang Illinois, Hoa Kỳ. Năm 2010, dân số của thành phố này là 3543 người.

## Dân số
Dân số qua các năm:
- Năm 2000: 3557 người.
- Năm 2010: 3543 người.